# Coprinopsis
Coprinopsis es un género de hongos en la familia Psathyrellaceae.  Coprinopsis fue separada del género Coprinus sobre la base de resultados de estudios moleculares filogenéticos. La especie Coprinopsis cinerea (=Coprinus cinereus) es un organismo modelo de los hongos basidiomicetos y recientemente se ha secuenciado por completo su genoma.

## Especies
- Coprinopsis acuminata
- Coprinopsis africana
- Coprinopsis alcobae[3]
- Coprinopsis alutaceivelata
- Coprinopsis ammophilae
- Coprinopsis argentea
- Coprinopsis atramentaria
- Coprinopsis austrofriesii
- Coprinopsis austrophlyctidospora
- Coprinopsis babosiae
- Coprinopsis bicornis
- Coprinopsis brunneistragulata
- Coprinopsis brunneofibrillosa
- Coprinopsis bubalina
- Coprinopsis burkii
- Coprinopsis calospora
- Coprinopsis candidolanata
- Coprinopsis caribaea
- Coprinopsis cinchonensis
- Coprinopsis cinerea
- Coprinopsis cinereofloccosa
- Coprinopsis clastophylla
- Coprinopsis coniophora
- Coprinopsis cordispora
- Coprinopsis cothurnata
- Coprinopsis cubensis
- Coprinopsis depressiceps
- Coprinopsis ealaensis
- Coprinopsis echinospora
- Coprinopsis ephemeroides
- Coprinopsis epichloës
- Coprinopsis episcopalis
- Coprinopsis erythrocephala
- Coprinopsis extinctoria
- Coprinopsis fibrillosa
- Coprinopsis filamentifera
- Coprinopsis fluvialis
- Coprinopsis friesii
- Coprinopsis fusispora
- Coprinopsis geesterani
- Coprinopsis gonophylla
- Coprinopsis goudensis
- Coprinopsis herbivora
- Coprinopsis herinkii
- Coprinopsis heterocoma
- Coprinopsis insignis
- Coprinopsis jamaicensis
- Coprinopsis jonesii
- Coprinopsis karwinicola
- Coprinopsis kimurae
- Coprinopsis krieglsteineri
- Coprinopsis kubickae
- Coprinopsis laanii
- Coprinopsis lagopides
- Coprinopsis lagopus
- Coprinopsis lotinae
- Coprinopsis luteocephala
- Coprinopsis macrocephala
- Coprinopsis macropus
- Coprinopsis marcescibilis
- Coprinopsis marcida
- Coprinopsis martinii
- Coprinopsis maysoidispora
- Coprinopsis mexicana
- Coprinopsis mitraespora
- Coprinopsis myceliocephala
- Coprinopsis narcotica
- Coprinopsis neolagopus

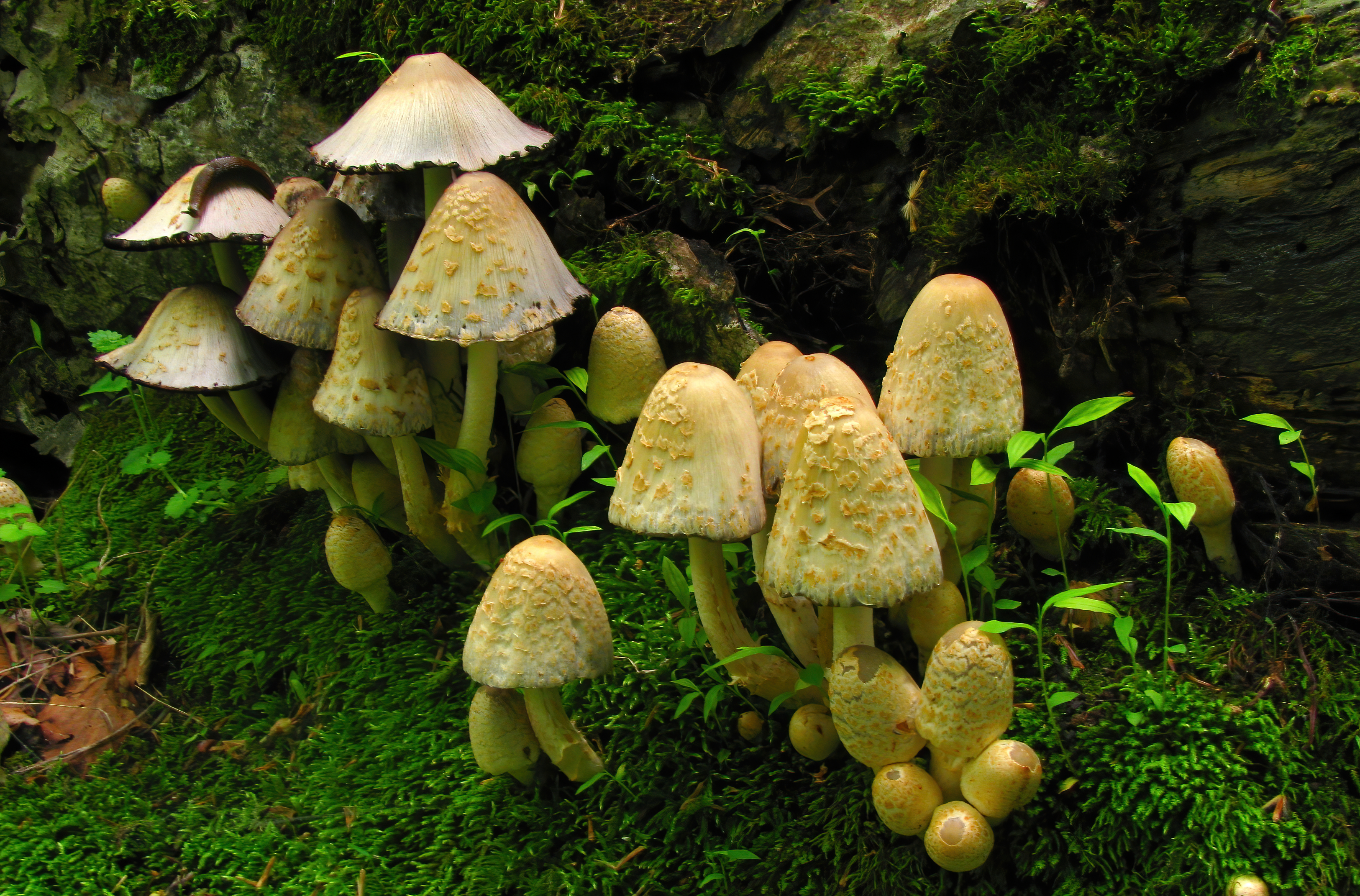
Coprinopsis variegata en North Bend State Park, West Virginia

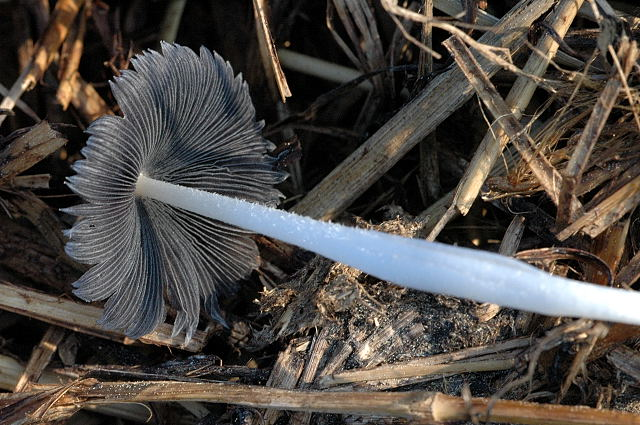
Coprinopsis cinerea de Commanster, Bélgica

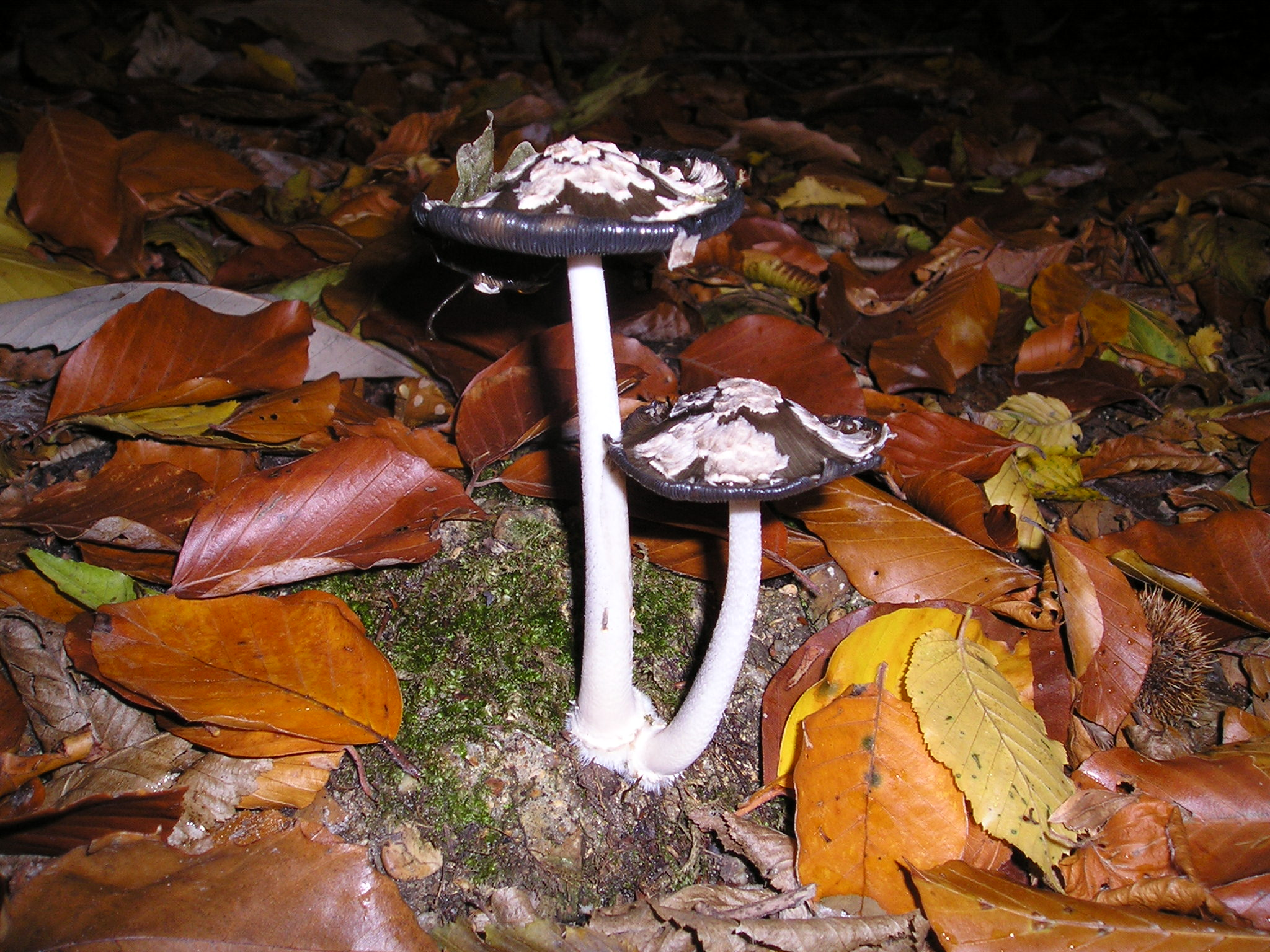
Coprinopsis picacea en un bosque en Francia.

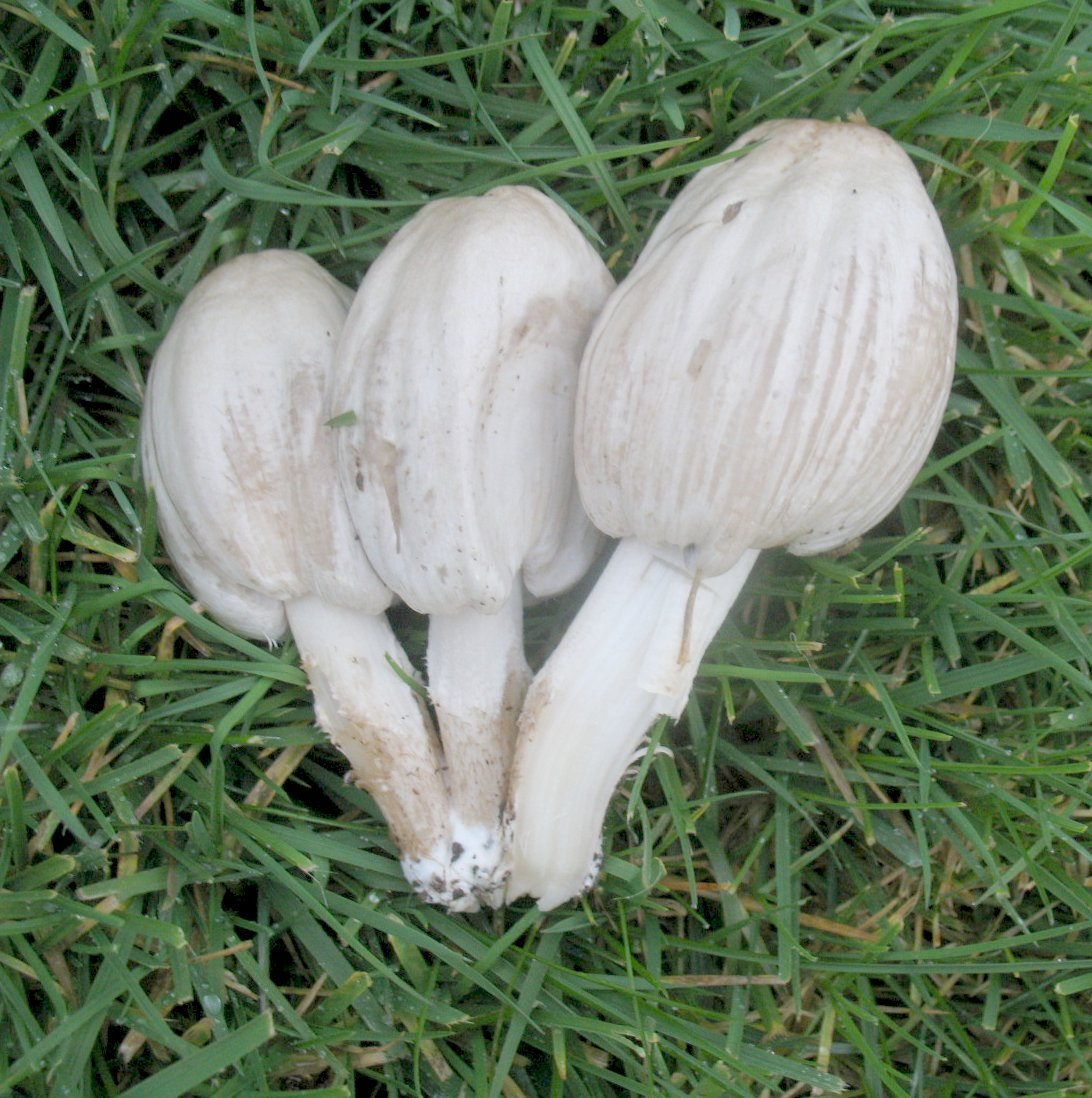
Coprinopsis atramentaria en el condado de Santa Clara, California, Estados Unidos

- Coprinopsis neophlyctidospora – Canadá[4]
- Coprinopsis neotropica
- Coprinopsis nevillei
- Coprinopsis nivea (snowy inkcap)
- Coprinopsis novorugosobispora – China[5]
- Coprinopsis ochraceolanata
- Coprinopsis pachyderma
- Coprinopsis pachysperma
- Coprinopsis paleotropica
- Coprinopsis pannucioides
- Coprinopsis papagoensis
- Coprinopsis phaeopunctata[3]
- Coprinopsis phaeospora
- Coprinopsis phlyctidospora
- Coprinopsis picacea
- Coprinopsis piepenbroekorum
- Coprinopsis pinguispora
- Coprinopsis poliomalla
- Coprinopsis pseudocortinata
- Coprinopsis pseudofriesii
- Coprinopsis pseudonivea
- Coprinopsis pseudoradiata
- Coprinopsis psychromorbida
- Coprinopsis radiata
- Coprinopsis radicans
- Coprinopsis radicata
- Coprinopsis romagnesiana
- Coprinopsis rugosobispora
- Coprinopsis saccharomyces
- Coprinopsis sclerotiger
- Coprinopsis sclerotiorum
- Coprinopsis scobicola
- Coprinopsis semitalis
- Coprinopsis spelaiophila
- Coprinopsis spilospora
- Coprinopsis stangliana
- Coprinopsis stercorea
- Coprinopsis striata
- Coprinopsis strossmayeri
- Coprinopsis subtigrinella
- Coprinopsis sylvicola
- Coprinopsis tectispora
- Coprinopsis tigrina
- Coprinopsis tigrinella
- Coprinopsis trispora
- Coprinopsis tuberosa
- Coprinopsis uliginicola (McKnight & A.H. Sm.) Örstadius & E. Larss
- Coprinopsis undulata
- Coprinopsis urticicola
- Coprinopsis utrifer
- Coprinopsis variegata
- Coprinopsis vermiculifer
- Coprinopsis villosa
- Coprinopsis xantholepis
- Coprinopsis xenobia